# Bank Leumi
Bank Leumi (em hebraico: בנק לאומי‎‎, lit. Banco Nacional) é um banco comercial israelense, sediado em Telavive.
O banco foi fundado em 27 de Fevereiro de 1902, em Jafa, como Anglo Palestine Company subsidiário da Jewish Colonial Trust (Jüdische Kolonialbank) Limited.
Hoje em dia o Bank Leumi tem filiais no Luxembourgo, nos EUA, na Suíça, no Reino Unido, no México, no Uruguai, na Roménia e na China.
Embora o banco tenha sido nacionalizado em 1981, o Governo de Israel só detém 14,8% das ações (em Junho de 2006). Os maiores acionistas do banco até à data são Shlomo Eliyahu e Branea Invest, que controlam 10% das ações cada um.
Cerca de 60% das ações do banco são detidas pelo público e são nogociadas na Tel Aviv Stock Exchange.

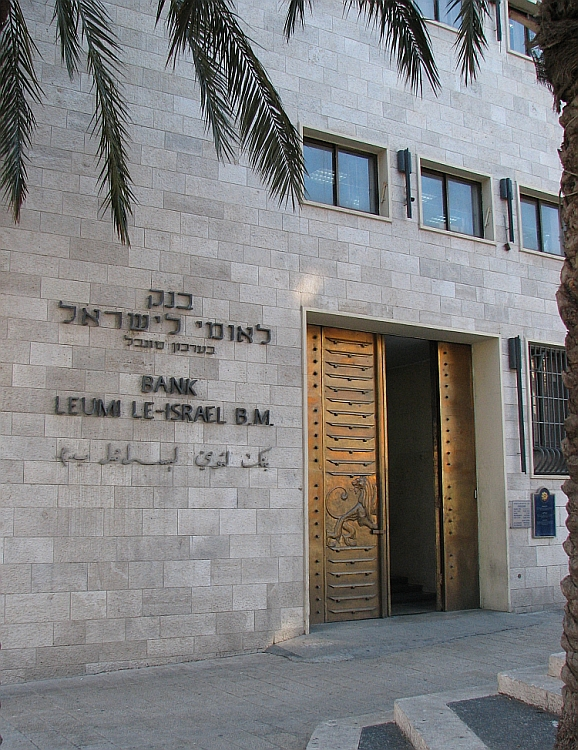
Sede histórica do Bank Leumi em Jerusalém.

## História
O Jewish Colonial Trust (Jüdische Kolonialbank) Limited, antecessor ao presente Bank Leumi foi fundado no 2º Congresso Sionista e incorporado em Londres em 1899 como instrumento financeiro da Organização Sionista.
O capital inicial subiu até às £395 000 (trezentas e noventa e cinco mil libras) que ficou muito além do objetivo de 8 milhões de libras
As atividades do banco na Palestina foram realizadas pelo Banco Anglo-Palestino, um subsidiário formado em 1902.
Após a Primeira Guerra Mundial, as operações do banco expandiram. Em 1932, o ramo principal mudou-se de Jafa para Jerusalém
Durante a Segunda Guerra Mundial, o Banco Anglo-Palestino financiou as indústrias que fabricavam armamento para o exército britânico. Após a fundação do estado de Israel, o banco venceu a concessão para emitir notas.
Em 1950, o banco foi renomeado Banco Leumi Le-Israel (Banco Nacional de Israel). Quando o Banco de Israel foi estabelecido em 1954, o Bank Leumi tornou-se um banco comercial.